# Bikini járás
A Bikini járás (oroszul: Бикинский район) Oroszország egyik járása a Habarovszki határterületen. Székhelye Bikin.

## Népesség
- 1989-ben 10 338 lakosa volt.
- 2002-ben 8 630 lakosa volt, akik főleg orosz nemzetiségűek.
- 2010-ben 7 264 lakosa volt.